# Растон (Вашингтон)
Растон (енгл. Ruston) град је у америчкој савезној држави Вашингтон. По попису становништва из 2010. у њему је живело 749 становника.

## Демографија
Према попису становништва из 2010. у граду је живело 749 становника, што је 11 (1,5%) становника више него 2000. године.
| Група             | 2000.       | 2010.       |
| Белци             | 625 (84,7%) | 618 (82,5%) |
| Афроамериканци    | 19 (2,6%)   | 22 (2,9%)   |
| Азијати           | 17 (2,3%)   | 20 (2,7%)   |
| Хиспаноамериканци | 28 (3,8%)   | 45 (6,0%)   |
| Укупно            | 738         | 749         |